# Melanie Horeschovsky
Melanie Horeschovsky (* 26. November 1901 in Wien, Österreich-Ungarn; † 13. Februar 1983 in München) war eine österreichische Schauspielerin.

## Leben
Die gebürtige Wienerin besuchte die Akademie für Musik und darstellende Kunst ihrer Heimatstadt. Ihre Darsteller-Laufbahn begann sie 1925 mit der Rolle der Rosa in dem Schwank Der Raub der Sabinerinnen an den Münchner Kammerspielen. Über das Dresdner Albert-Theater und mehrere Wiener Bühnen kam Melanie Horeschovsky 1931 an das Burgtheater und wurde noch im selben Jahr vom Regisseur Otto Preminger für eine Filmrolle vor die Kamera geholt.
Horeschovsky blieb jedoch vorwiegend Theaterschauspielerin. Von 1934 bis 1938 war sie Ensemblemitglied an den Münchner Kammerspielen, danach war sie bis 1944 in Haupt- und Nebenrollen am Deutschen Theater Berlin tätig. Horeschowsky [sic!] stand 1944 in der Gottbegnadeten-Liste des Reichsministeriums für Volksaufklärung und Propaganda.
Nach dem Krieg setzte sie ihre Arbeit an Wiener und Münchner Bühnen fort. Dort spielte sie in Klassikern wie Faust, Romeo und Julia, Die Dreigroschenoper und in dem Musical Gigi. Außerdem spielte Melanie Horeschovsky in einigen Fernsehproduktionen mit, wie 1982 im Tatort. Kurz vor ihrem Tod 1983 widmete ihr der Regisseur Michael Verhoeven, der Horeschovsky zuvor auch in einigen seiner Inszenierungen eingesetzt hatte, das Fernsehspiel Liebe Melanie, in dem sie die Titelrolle spielte.

## Filmografie (Auswahl)
- 1931: Die große Liebe
- 1934: Der verlorene Sohn
- 1936: Der Kaiser von Kalifornien
- 1937: Andere Welt
- 1938: Salonwagen E 417
- 1939: Aus erster Ehe
- 1939: Bal paré
- 1940: Was will Brigitte?
- 1940: Aus erster Ehe
- 1941: Clarissa
- 1941: Die Nacht in Venedig
- 1941: Annelie
- 1942: Der Fall Rainer
- 1943: Großstadtmelodie
- 1944: Erzieherin gesucht
- 1944/48: Frech und verliebt
- 1945: Der Erbförster
- 1948: Zyankali
- 1948: Arlberg-Express
- 1948: Verlorenes Rennen
- 1950: Prämien auf den Tod
- 1950: Der Wallnerbub (Das Jahr des Herrn)
- 1951: Der fidele Bauer
- 1951: Heidelberger Romanze
- 1952: Geschiedenes Fräulein
- 1952: Ich hab’ mich so an Dich gewöhnt
- 1953: Tingeltangel (Praterherzen)
- 1953: Dein Herz ist meine Heimat
- 1954: Dieses Lied bleibt bei dir
- 1954: Und der Himmel lacht dazu (Bruder Martin)
- 1954: Maxie
- 1956: Lügen haben hübsche Beine
- 1956: Verlobung am Wolfgangsee
- 1956: K. u. K. Feldmarschall
- 1957: Wetterleuchten um Maria
- 1958: So ein Millionär hat’s schwer
- 1958: Der Priester und das Mädchen
- 1958: Was eine Frau im Frühling träumt
- 1960: Sooo nicht, meine Herren!
- 1961: Vorsätzlich (TV)
- 1963: Das Kriminalmuseum – Nur ein Schuh (TV-Serie)
- 1964: Happy-End am Wörthersee (Happy-End am Attersee)
- 1965: Sie schreiben mit – Die Kur (TV-Serie)
- 1966: Der Kongreß amüsiert sich
- 1967: Paarungen
- 1970: Der Bettenstudent oder: Was mach’ ich mit den Mädchen?
- 1970: Der Querulant
- 1975: MitGift
- 1976: Das Gebell
- 1982: Tatort: Blaßlila Briefe
- 1983: Liebe Melanie